# Ненад Грујичић
Ненад Грујичић (Панчево, 12. септембар 1954) српски је књижевник и уредник..

## Живот и дело
Рођен је 12. септембра 1954. године у Панчеву. У честим породичним селидбама, најраније године провео у Шајкашу, одакле 1960. године одлази у Гомјеницу и Приједор, место родитељског завичаја, где живи до 1974. године похађајући основну и средњу школу. На Филозофском факултету у Новом Саду дипломирао је на групи југословенска и општа књижевност.
Био је главни и одговорни уредник студентског књижевног листа То јест (1978-1980) и уредник поезије у Гласу омладине (1980-1981). Предавао је књижевност у Војној гимназији у Београду 1982. године.
Био је председник Друштва књижевника Војводине (1993-1997) и председник Савета Међународног салона књига и Дана Лазе Костића у Новом Саду(2000-2004).
Живи у Новом Саду и ради као директор Бранковог кола у Сремским Карловцима.
Објавио је преко четрдесет књига поезије, прозе, есеја, критика, хроника, полемика и антологија.
Песме су му превођене на руски, енглески, немачки, француски, италијански, шпански, јерменски, пољски, грузијски, арапски, румунски, шведски, чешки, словачки, украјински, мађарски, македонски, русински и словеначки језик.
Грујичићев песнички опус исписан је подједнако у слободном и везаном стиху. Пише и есеје на ту тему. Првом књигом песама Матерњи језик (два издања), отворио је метапоетске слике језика и свести о чину стварања песме и позиције песника у свету. У другим књигама налазе се и призори урбане и социјалне сваодневице, земне и божанске љубави, универзалних тема, крајишког миљеа и времена. Грујичићева поезија поседује иронична и хуморна сенчења атмосфере. По ширини тема и мотива, употреби језика и примени разноврсних песничких облика и форми, називају га „песником разлике“.
Осим катрена и дистиха, Грујичић је обновио и унапредио песничке облике: сонет и сонетни венац, терцина и венац терцина, сестина лирика (велика сестина), квинта, малајски пантун... Четири сонетна венца (Жижак, Вихор, Тајац и Цваст) посвећена су Марији Балковој (име у акростиховима), од којих три чине књигу Пуста срећа, која се појавила у три издања и овенчала наградом Милан Ракић за књигу године. Написао је, поред осталог, девет сонетних венаца који редовно поседују завршни акростих од имена особе или неке појаве.
Књига песама Ненада Грујичића Светлица, у издању београдске Просвете, доноси 88 песама, у осам циклуса. Пре свега, ту су два венца терцина (’’Светлица’’ и ’’Вилинске терцине’’), који, као песнички обик, представљају новост у српској поезији (и шире) с обзиром да досад нису постојали у пракси наших песника. Венац терцина Светлица (по којем књига носи назив), као песничка форма, представљао је изненађење на нашој књижевној сцени већ појавом у Културном додатку Политике 10. јанура 2015. године. Указао се као тематско-мотивски и занатски беспрекорна целина од 11 песама. Књига Ненада Грујичића доноси и циклус Десет малих заповести, десет духовних песама са хришћанским реминисценцијама.
Циклус је написан у реткој форми – пантун, која такође није коришћена у нашој поезији. У овом циклусу, свака песма има мото, једну од прегршти мисли монаха Симеона Дајбапског.
Грујичић је досад написао десет сонетних венаца, од којих су најпознатија три у књизи Пуста срећа (1994), која је пре две деценије, такође објављена у Просвети, доживела три издања (1994, 1995. и 1996) и била овенчана наградом Милан Ракић за књигу године. Књига Светлица Ненада Грујичића садржи и петнаест независних сонета. Значајно место у књизи заузима песма Животни манифест, исписана у песничкој форми званој велика сестина или sestina lirica. Ово је Грујичићева досад друга по реду песма сачињена у поменутом ретком песничком облику који има особен систем грађења строфа сачињен од троструке римe (два пута) у свакој од шест секстина, и у завршном терцету, где се римоване речи налазе и на средини стиха.
Свом песничком мајсторству, Грујичић је у новој књизи додао и песме у облицима које затичемо у француском, шпанском, италијанском и руском језику и песништву: рондо, рондел, триолет, глоса, канцона и частушка. Затим, ту је терцина с акростихом, сонет с акростихом, катрен у петерцу, дистих у шеснаестерцу, као и у једна оригинална варијанта - мото у сонету.
У књизи Светлица, на тематско-мотивском плану, налазе се љубавне и духовне (религиозне) песме, са осветљавањем позиције песника у чину певања и у свету. Ненад Грујичић слика амбивалентни однос мушког и женског принципа, као и аркадијске објаве и паслике детињства и завичаја. Ту су и песме које показују свест о метатекстуалној димензији стиха и језика, често са духовитим, иронијским, гротескним и сатиричним сенчењима и засецима. Изражена је и ауторова моћ да анимира обиље лексичког материјала (блага) и оживи заборављене и нове речи. Књига Светлица Ненада Грујичића појављује се као право освежења на нашој песничкој сцени и представља креативну прилику за нове истраживаче и тумаче. Она проширује читалачки доживљај и отвара нове увиде показујући, у свим временима, непредвидиве моћи поезије као неуништиве духовне дисциплине и највишег облика књижевне писмености.
У Грујичићевој библиографији која броји преко две хиљаде јединица, око триста се односи на заступљеност у антологијама. О његовом песништву писали су критичари и песници: Мирослав Егерић, Славко Гордић, Богдан А. Поповић, Јован Делић, Драшко Ређеп, Момир Војводић, Чедомир Мирковић, Павле Поповић, Миодраг Перишић, Николај Тимченко, Владимир Копицл, Михајло Пантић, Златко Красни, Васа Павковић, Иван Негришорац, Душица Потић, Желидраг Никчевић, Миливој Ненин, Александар Јерков, Саша Радојчић, Милош Петровић, Драгољуб Стојадиновић, Вујица Решин Туцић, Ранко Рисојевић, Радмила Поповић, Момчило Попадић, Драгомир Брајковић, Стеван Тонтић, Живко Малетић, Владимир Јагличић, Милица Јефтимијевић Лилић, Зоран М. Мандић, Хаџи Драган Тодоровић, Милка Божић, Предраг Бјелошевић, Зоран Ђерић, Ненад Шапоња, Александар Б. Лаковић, Бранко Брђанин Бајовић, Ласло Блашковић, Милета Аћимовић Ивков, Драган Јовановић Данилов, Дамир Малешев, Дејан Тадић, Миленко Стојичић, Мирко Вуковић, Радомир Д. Митрић, Маја Белегишанин, Иван Деспотовић, Ирена Бера, Александра Мариловић, Срђан Орсић и други.
Написао је драму Читај Тракла, која је емитована на Радио Новом Саду, 1983. године. Аутор је документарно-уметничких емисија: Ојкача – вековна песма Поткозарја, ТВ Нови Сад, 1990; Ојкача – љута милошта крајишка, РТРС, 2003; Ојкача – и отац и мати, РТРС; 2003. и Ојкача – лирска позлата крајишке душе, ТВ Нови Сад. Звучни примери овог изворног певања архивирани су у Радио Новом Саду. Књига Ојкача доживела је пет издања. Реаговао је на постављање ојкања и бећарца на листе Унеска за светску нематеријалну културну баштину.
Аутор је уметничко-документарне емисије Трагом Бранка Радичевића, ТВ Нови Сад, 1986. У серијалу Песничке ведрине ТВ Београд, 1998, урађена је емисија ''Тајни дах'' посвећена његовом песништву. У оквиру серијала Реч и дело ТВ Нови Сад, 1998. године, једна је емисија посвећена је његовој поезији. Поводом књиге Шајкашки сонети, РТВ је 2008. године урадила документарно-уметничку емисију Шајкашке милоште, посвећену најранијем песниковом детињству. У серијалу РТВ Кроз одшкринута врата књижевне радионице, 2011. године, урађена је документарно-уметничка емисија Мени свака реч је невина првина, у којој су, по концепту серије, представљени стваралаштво и живот оца песника и кћерке глумице, Ненада и Милице Грујичић. У серијалу Споменици Војводине, аутор је документарно-уметничке емисије Бранков гроб на Стражилову, РТВ, 2011.

## Награде
- Бранкова награда Матице српске
- Награда „Милан Ракић”
- Вукова награда
- Награда „Печат вароши сремскокарловачке”, за песму „Путовање и Поезија”, 1979.
- Награда „Скендер Куленовић”
- Награда „Стражилово”
- Награда „Павле Марковић Адамов”
- Награда „Кондир Косовке девојке”
- Пјесма над пјесмама
- Награда Кочићево перо
- Грб Сремских Карловаца
- Награда „Лазар Вучковић”
- Награда Шушњар
- Дневникова награда
- Златна значка КПЗ
- Прва награда на Смотри југословенских радија у Охриду за емисију Од бећарца до ојкаче
- Захвалница Српског филозофског друштва
- Браћа Мицић
- Интернационална награда Академије Иво Андрић за животно дело
- Гајков пјеснички шешир
- Међународна награда "Златни прстен", за укупни стваралачки опус[1]
- Сава Мркаљ[2]
- Пелагићев рунолист (за целокупно дело)
- Повеља града Сремских Карловаца (за изузетне резултате и дугогодишњу афирмацију Сремских Карловаца у земљи, окружењу и свету)
- Златни Орфеј (за свевремени печат и трајно присуство у српској културној баштини)
- Кочићева награда Града Бањалука (за свекупуно књижевно дело)
- Награда "Драгојло Дудић"
- Велика базјашка повеља (2021)[3]

## Дела

### Књиге поезије
- Матерњи језик, Књижевна Омладина Србије, Београд, 1978, 1995.
- Линије на длану, Просвета, Београд, 1980.
- Врвеж, Матица српска, Нови Сад, 1985.
- Царска намигуша, БИГЗ, Београд, 1990.
- Јадац, Српска књижевна задруга, Београд, 1993.
- Пуста срећа, Просвета, Београд, 1994, 1995, 1996.
- Песме при руци, КОС, Београд,1995.
- Лог, Време књиге, Београд, 1995.
- Цваст, Просвета, Београд, 1996, 1997.
- Чистац, Изабране песме, Просвета, Београд, 1997.
- Сновиље, Глас српски, Бања Лука, 1998.
- Жива душа, Просвета, Београд, 1999.
- И отац и мати, Изабране песме , Матица српска, Нови Сад, 2002.
- Млеч, Изабране песме, Глас српски, Бања Лука,2004.
- Светлост и звуци, Изабране и нове песме, Српска књижевна задруга, Београд, 2005.
- Шајкашки сонети, Прометеј, Нови Сад, 2008.
- Дарови, Орфеус, Нови Сад, 2009.
- Вијадукт (поеме), Прометеј, Нови Сад, 2011
- Неко ми узе реч, Матица македонска, Скопје и Арка, Смедерево, 2014.
- Светлица, Просвета, Београд, 2015.
- Надисати се душе, СКЦ, Модрича, 2016.
- Песме о младости, Бранково коло, 2019.
- Сремскокарловачке терцине, Бранково коло, 2020.
- Лија пандемија, Институт за дечју књижевност, 2023.
- Козаро, сејо и прамајко (поема), Бесједа, Бањалука, 2023.

### Друге књиге
- Прокрустова постеља(есеји и критике), Стражилово, Нови Сад,1989.
- Аух, што живот ушима стриже(алманах), Стражилово, Нови Сад, 1990.
- Бранко - песник младости (монографија о Бранку Радичевићу), Књижевна заједница Новог Сада,1984, 1985, 1990. и Завод за уџбенике и наставна средства, Београд, 1992.
- Ојкача (студија и антологија), Књижевна заједница Новог Сада, 1988, Дневник, Нови Сад, 1992, Задужбина Петар Кочић, Бања Лука,1996, Верзал, Нови Сад 2004. и Музеј Козаре, Приједор, 2004.
- Плес у негвама (есеји и критике), Просвета, Београд, 1998.
- Полемике и одушци, Ослобођење, Српско Сарајево, 2004.
- Приче из потаје, Прометеј, Нови Сад, 2007.
- Живи звуци Ненада Грујичића, (Милош Јевтић, колекција Одговори), Београдска књига, Београд, 2008.
- Мужа душа(роман), Прометеј, Нови Сад, 2009.
- Антологија српске поезије, Бранково коло, Сремски Карловци, 2012.
- Панорама поезије Да доплетем венац започети, Бранково коло, Сремски Карловци, 2013.
- Руку на срце, Службени гласник, Београд, 2014.
- Прогнани Орфеји (антологија српске избегличке поезије), Бранково коло, Сремски Карловци, 2015.
- Пјевај. ори, прозоре отвори (антологија крајишких ојкача), РТС и Бранково коло, 2017.
- Стваралаштво Ненада Грујичића (зборник радова са Округлог стола), Бранково коло, 2023.
- Ао, данче, ала си ми бео, приређивач, Бранково коло, 2024.[4]
- Коло, коло, наоколо, Бранково коло, 2024.[4]